# Wapen van Wierden

Het wapen van de gemeente Wierden

Het wapen van Wierden is het gemeentelijke wapen van de Overijsselse gemeente Wierden. Het wapen werd met het besluit van de Hoge Raad van Adel op 24 november 1819 aan de gemeente bevestigd. De omschrijving luidt:
"Van zilver beladen met een kruis van lazuur, verzeld in het eerste en vierde kwartier van een korenaar, in het tweede en derde van een weverspoel, alles van goud"

## Geschiedenis
Het gemeentebestuur gebruikte officieus (voor het jaar 2000) een markiezenkroon met vijf fleurons op het schild. De symbolen op het schild staan voor huisweverij en landbouw, vroeger belangrijke bestaansbronnen voor de gemeente. Omdat de gouden symbolen op een zilveren veld liggen is het een raadselwapen. Metaal op metaal druist tegen de regels der heraldiek. Onbekend is de herkomst van het kruis. Volgens Sierksma werd de gemeente bevestigd met het wapen, wat er op zou wijzen dat het wapen voor 1819 al in gebruik was. 